# Wilhelm von Arnsberg
Wilhelm von Arnsberg war etwa von 1323 bis 1346 Propst des Kanonikerstifts Meschede.

## Familie
Er war ein Sohn des Grafen Wilhelm von Arnsberg und der Beatrix von Cuyk-Rietberg. Seine Geschwister waren Jutta (Äbtissin in Fröndenberg), Konrad (Domherr von St. Peter in Osnabrück), Adelheid (Kanonikerin in Köln), Mechthild (Äbtissin in Böddeken), Piornette (Äbtissin von St. Ursula in Köln) und Gottfried IV., dem Nachfolger seines Vaters.

## Leben
1322 oder 1323 folgte Wilhelm seinem Onkel Walram von Arnsberg als Propst des Stifts Meschede nach. Auch nach dem Übergang des früheren Frauenstifts Meschede zu einem Kanonikerstift unter seinen Vorgängern war die Lage der Einrichtung noch schwierig. In einer Urkunde von 1323, die erste aus seiner Amtszeit, schloss er einen Vergleich über den Haupthof in Horn. Darin ist von schlimmen Zeiten die Rede. Der Haupthof und seine Mansen seien durch Raub, Brand, Abholzung von Bäumen und der Abweidung der Felder so stark verwüstet worden, dass sie fast gänzlich verlassen worden seien.
Der Edelherr Dietrich III. von Bilstein griff 1324 den zum Stift gehörenden Haupthof Epsingsen an und führte Pferde, Vieh und andere Dinge weg. Mehrere Leute des Schulten von Epsingsen wurden gefangen und mitgenommen. Der Kölner Erzbischof Heinrich II. von Virneburg forderte die Pfarrer von Attendorn, Wormbach, Eslohe und Helden auf, Dietrich von Bilstein zu Schadensersatzleistungen aufzufordern. Sollte er sich weigern, würde der Edelherr exkommuniziert werden. Der Streit wurde erst 1327 beigelegt, nachdem Dietrich seine Vogteirechte an dem Hof gegen eine Entschädigung von 60 Mark aufgegeben hatte.  
In Urkunden seines Vaters wird er als Zeuge zusammen mit seinen Brüdern zwischen 1327 und 1338 mehrfach genannt. 
Eine weitere eigene Urkunde des Propstes stammt aus dem Jahr 1331. In dieser gab der Propst der Stadt Eversberg mit Zustimmung seines Vaters und dessen Sohns Gottfried IV. den Haupthof Wehrstapel mit den zugehörigen Mansen in Erbpacht. Auch in dieser Urkunde wird davon berichtet, dass der Haupthof durch feindliche Übergriffe, Brand und Räuber stark herabgekommen sei. Deshalb habe sich niemand gefunden, der den Hof übernehmen und die Pacht entrichten wolle.
In geistlicher Hinsicht übergaben Propst Wilhelm und das Stiftskapitel dem Augustinerinnenkloster Annenborn in Waltringhausen im Jahr 1325 das Patronatsrecht der Kirche in Mellrich und das einer Kapelle. Das Kloster zahlte dem Stift dafür jährlich eine Mark als Rente. Nach der Verlegung des Klosters und der Vereinigung mit dem St. Walburgisstift in Soest wurde auch das Patronatsrecht übertragen. 
Im Jahr 1336 präsentierte der Ritter Dietrich Rump seinen geistlichen Freund, den Presbyter Syfridus, um diesen als Pfarrer von Oedingen investieren zu lassen. Wilhelm hat diese Investitur mehrfach verschoben, weil er die Brüder Dietrich und Rotger, die ebenfalls das Präsentationsrecht für sich beanspruchten, versöhnen wollte. Die Investitur erfolgte daher erst 1337.
Nachfolger Wilhelms wurde Ludwig von Bilstein, der 1347 erstmals erwähnt wurde.